# Command & Conquer: Red Alert
Command & Conquer: Red Alert je realtimová strategická počítačová hra z roku 1996. Je součástí herní série Command & Conquer. Red Alert vytvořila společnost Westwood Studios v době, kdy v počítačích převládal operační systém MS-DOS a Windows 95 byl úplnou novinkou. Hra podporuje oba operační systémy.
Ve hře si hráč může vybrat, za koho bude hrát, a to buď za Sověty, nebo Spojence. Konflikt mezi Sověty a Spojenci byl způsoben Albertem Einsteinem, který se ve snaze zabránit hrůzám druhé světové války vrátil v čase do roku 1924, kde potkal ještě mladého Adolfa Hitlera a vymazal ho z časové linie. Tím však došlo k posílení pozice Sovětského svazu pod velením
Josifa Stalina, což vedlo ke konfliktu mezi Sověty a Spojenci.

## Datadisky
Pro hru vznikly dva datadisky:
- Counterstrike je označován jako verze 1.07. Přináší nový set misí za obě strany, nové (upravené) jednotky, mnoho dalších multiplayerových map a tajnou mravenčí kampaň, obsahující 4 mise za spojence.

- Aftermath přináší již opravdu nové jednotky: Chrono Tank, M.A.D Tank, Demolition Truck, Mechanic, Helicarrier (skrytý), Missile Submarine, Stealth Tank (skrytý), Tesla Tank a Shock Trooper. Dále dalších cca 100 multiplayerových map, 18 nových misí, podporu Megamap o velikosti 126×126, nové soundtracky a zvuky. Obecně je Aftermath označován za verzi 2.00. Dále existují verze 3.00b a 3.03b, které podporují hru až čtyř hráčů.

## Jednotky

### Spojenci
- Pěchota
  - Rifle Infantry
  - Medic
  - Rocket Soldier
  - Engineer
  - Spy
  - Tanya
  - Thief
- Mobilní jednotky
  - Ore Truck
  - MCV
  - Ranger
  - Light Tank
  - Medium Tank
  - Mobile Gap Generator
  - AT Mine Layer
  - Artillery
  - Armored Personnel Carrier
  - Apache Longbow
  - Landing Ship Transport
  - Gunboat
  - Destroyer
  - Cruiser

### Sověti
- Pěchota
  - Rifle Infantry
  - Attack Dog
  - Flame Infantry
  - Engineer
  - Grenadier
- Mobilní jednotky
  - Ore Truck
  - MCV
  - Mobile Radar Jammer
  - AP Mine Layer
  - Heavy Tank
  - Mammoth Tank
  - V2 Rocket Launcher
  - MIG
  - Yak
  - Hind
  - Landing Ship Transport
  - Submarine

## Budovy

### Spojenci
- Budovy
  - Construction Yard
  - Power Plant
  - Advanced Power Plant
  - Ore Rafinery
  - Ore Silo
  - Technology Center
  - Radar Dome
  - Service Depot
  - Barracks
  - War Factory
  - Fake Structures
  - Naval Yard
  - Helipad
  - Sandbag Barrier
  - Concrete Barrier
  - Turret
  - AA Gun
  - Pillbox
  - Camouflaged Pillbox
  - Gap Generator
  - Chronosphere

### Sověti
- Budovy
  - Construction Yard
  - Power Plant
  - Advanced Power Plant
  - Ore Rafinery
  - Ore Silo
  - Technology Center
  - Radar Dome
  - Service Depot
  - Barracks
  - War Factory
  - Kennel
  - Sub Pen
  - Helipad
  - Airfield
  - Barbed Wire Barrier
  - Concrete Barrier
  - Flame Tower
  - SAM Site
  - Tesla Coil
  - Iron Curtain
  - Missile Silo